# Patinaje artístico de línea

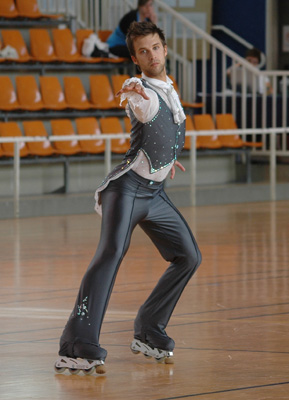
patinaje artístico sobre ruedas modalidad in-line

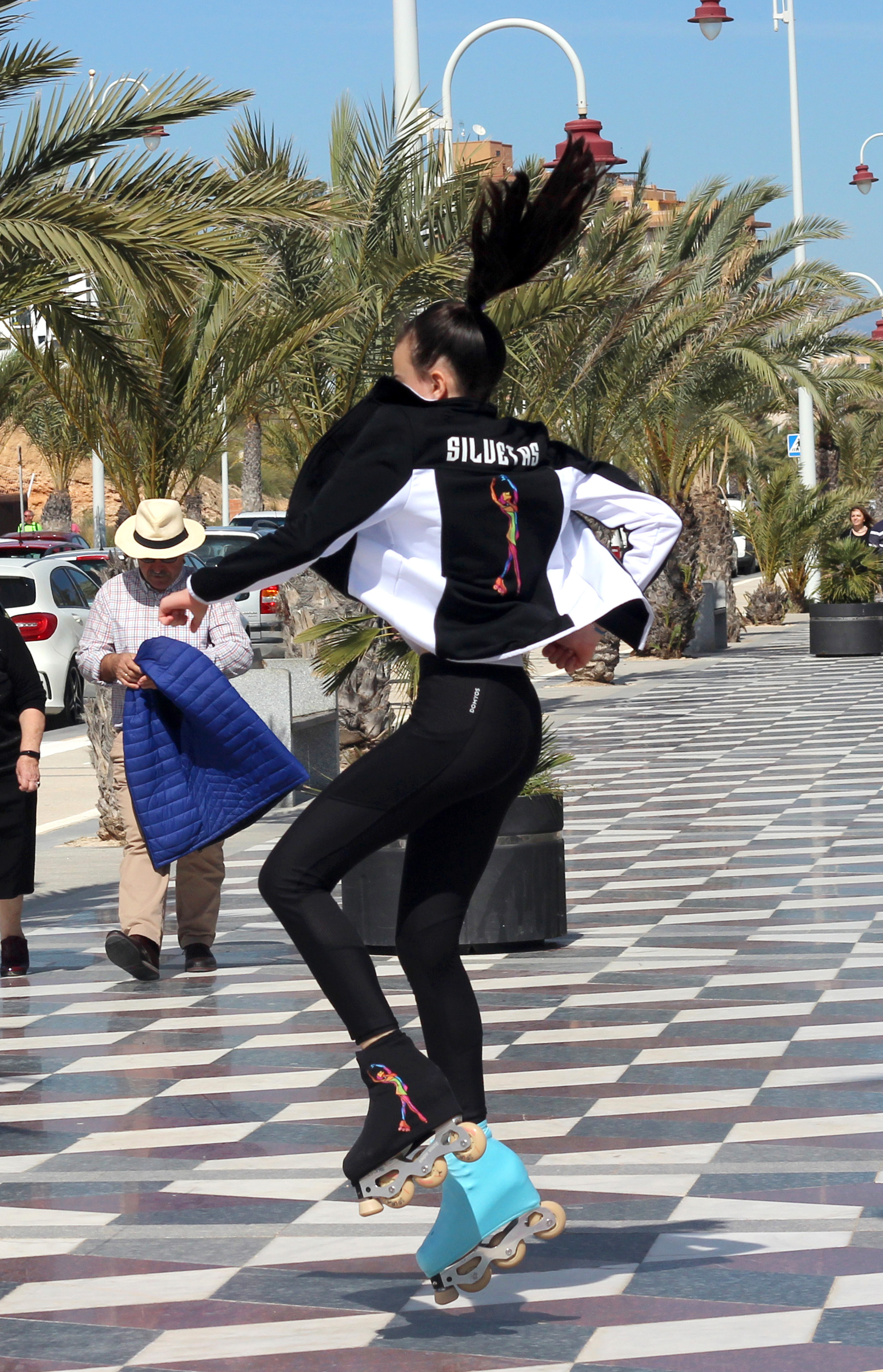
Ariadna Sánchez Siluetas Elche

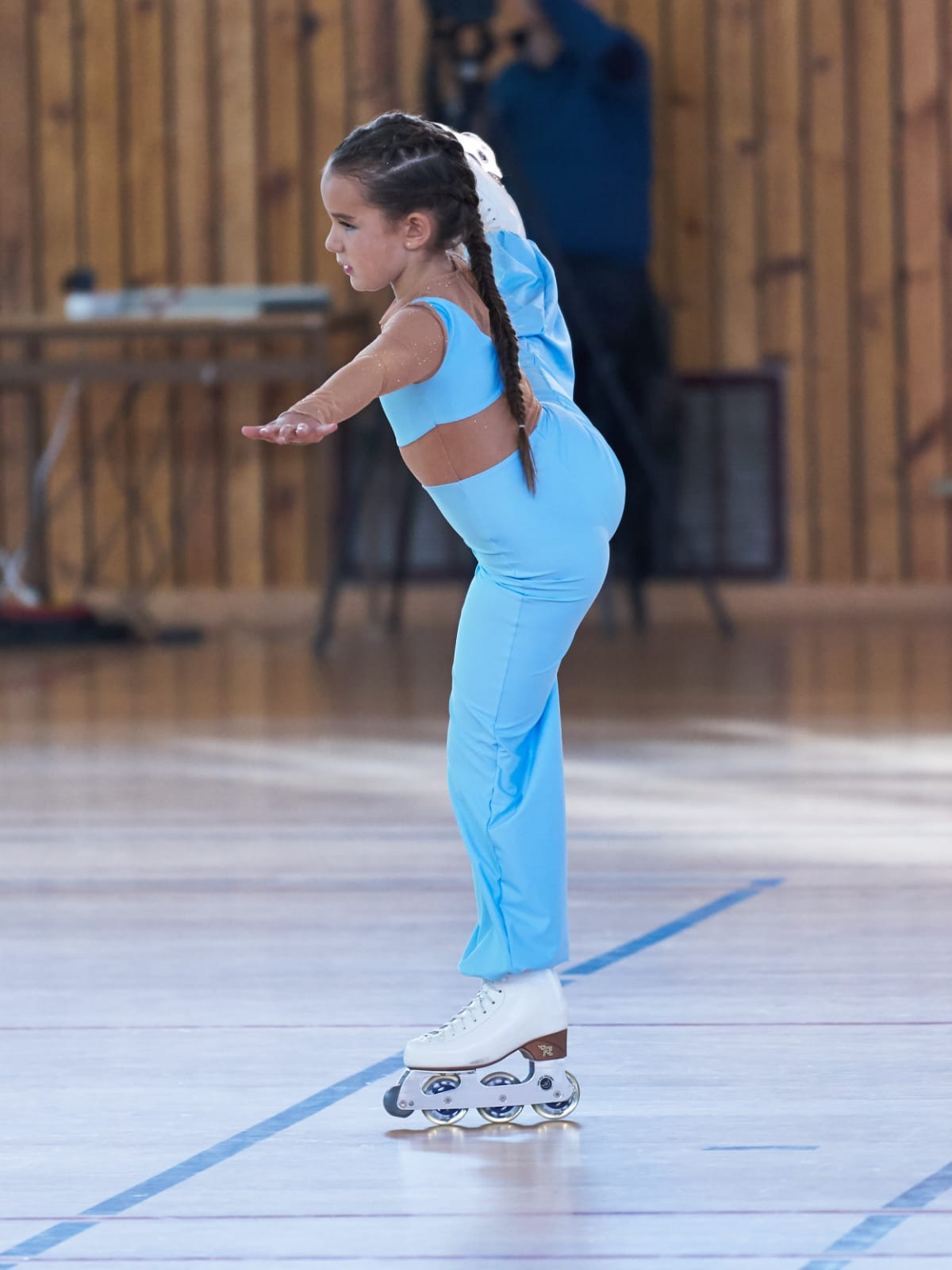
Siluetas Elche

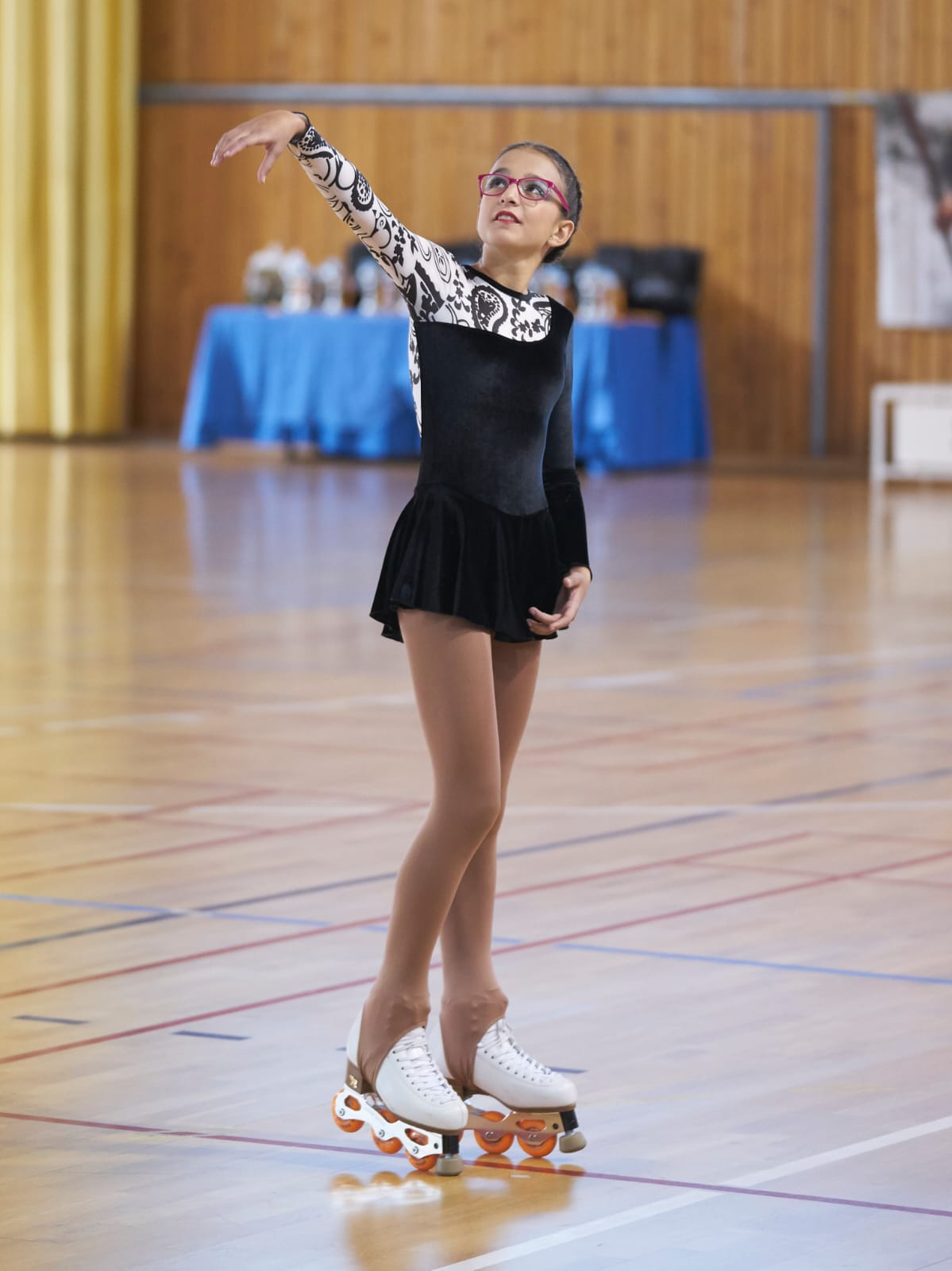
Luna Maciá

El patinaje artístico de línea es una disciplina deportiva de deslizamiento donde los deportistas compiten sobre patín en línea, combinando elementos técnicos con facetas artísticas. Este deporte es difícil, pues requiere a la vez una buena preparación física y una gran capacidad de concentración. Además, el patinador debe tener buen oído para sentir la música y adecuar sus movimientos a ella. Se puede competir en varias categorías: patinaje libre, figuras, danza, patinaje sincronizado, espectáculo o actuación (show) y, desde principios del siglo XXI, estilo en línea (in-line).

## Historia
En 2002 tuvieron lugar los primeros campeonatos de patinaje artístico en la modalidad in-line.
Desde enero de 2019 la Federación Española de Patinaje, incluye y regula las competiciones del patinaje artístico in-line, para acceder a competiciones Nacionales e Internacionales, para esto además de estar inscrito a la federación, se han de pasar diferentes pruebas de Nivel que las distintas federaciones organizan y regulan durante toda la temporada, una vez superados estas pruebas el patinador obtiene el certificado de aptitud para poder competir en el campeonato autonómico y nacional.

Patinadora Siluetas Elche inline artistic skating

### Patinaje en línea
La competición de patinaje en línea consta del mismo tipo de elementos que el patinaje libre y las reglas y puntuación son similares. La principal diferencia es el tipo de patines; los patines en línea para patinaje artístico pueden tener 3 o 4 ruedas y un solo freno
en la parte anterior del patín.
Actualmente existen varios modelos de planchas o guías para el patín de línea, la más usada por los patinadores de competición es la SNOW WHITE, esta guía se encuentra disponible en todas las tiendas de venta de patinaje artístico de Europa, Asia y América.

## Referencias

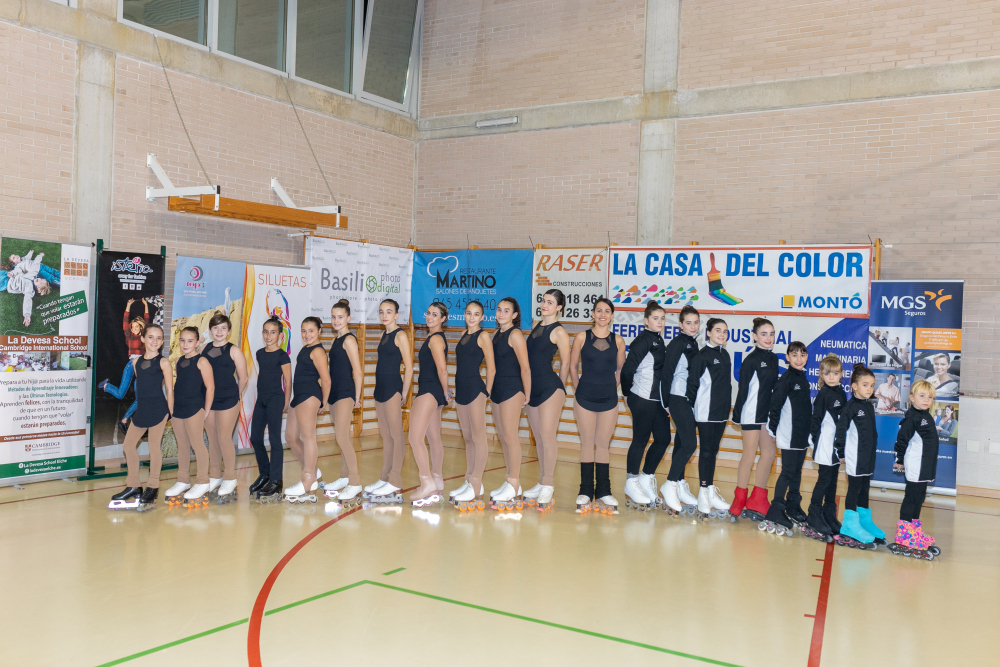
Siluetas Elche equipo de in-line artistic skating